# Ламайн, Фрек
Фрек Якоб Ламайн (нидерл. Freek Jacob Lamain; родился 16 февраля 1958 года, Амстердам) — нидерландский футболист, игравший на позициях защитника и полузащитника.

## Биография
Фрек родился в феврале 1958 года в Амстердаме. Спортивную карьеру начинал в составе футбольного клуба «Аякс». В первой команде дебютировал 17 февраля 1977 года в матче против загребского «Динамо», который проходил в рамках турнира организованного клубом «Хайдук». Первую игру в чемпионате Нидерландов провёл 6 марта, появившись на замену вместо Пима ван Дорда в матче 25-тура против клуба НАК. Встреча завершилась крупной победой амстардамцев со счётом 4:0.
В первой половине сезона 1977/78 дважды выходил на замену в матчах Кубка Нидерландов, а 8 января 1978 года впервые был включён в стартовый состав команды на матч чемпионата с клубом АЗ '67. В 19-туре на выезде в Алкмаре его команда уступила с минимальным счётом 1:0. До конца сезона Ламайн появлялся на поле ещё в трёх матчах — 8 марта он вышел на замену в четвертьфинале кубка страны с «Родой», а в апреле сыграл в чемпионате против НЕК и «Твенте», вновь появившись на замену.
Свою последнюю игру в составе амстердамцев провёл в сезоне 1978/79, отыграв восемь минут в игре против НЕК’а, состоявшейся 21 апреля 1979 года. Всего за три сезона провёл 8 матчей — 5 в чемпионате и 3 в кубке страны. 
В июне 1979 года перешёл в бельгийский клуб «Тонгерен» из одноимённого города. По данным издания Het Parool, сумма трансфера составил 50 тысяч гульденов. В январе 1980 года тренировался в составе клуба МВВ, но в итоге в команду из Маастрихта не перешёл. В конце августа 1980 года на правах аренды перешёл в ДС’79 из Дордрехта, который выступал в первом дивизионе. Позже выступал за бельгийские команды «Вербрудеринг Гел», с которым дошёл до 1/32 финала Кубка Бельгии в сезоне 1985/86, и «Тюрнхаут».
В 2000-х годах работал техническим помощником в городском совете Гела. В 2009 году получил бронзовую медаль Ордена Короны.
В сентябре 2020 года стал послом своего бывшего клуба «Вербрудеринг Гел» .

## Статистика по сезонам
| Клуб | Сезон   | Чемпионат Нидерландов | Чемпионат Нидерландов | Кубок Нидерландов | Кубок Нидерландов | Итого | Итого |
| Клуб | Сезон   | Игры                  | Голы                  | Игры              | Голы              | Игры  | Голы  |
| ---- | ------- | --------------------- | --------------------- | ----------------- | ----------------- | ----- | ----- |
| Аякс | 1976/77 | 1                     | 0                     | 0                 | 0                 | 1     | 0     |
| Аякс | 1977/78 | 3                     | 0                     | 3                 | 0                 | 6     | 0     |
| Аякс | 1978/79 | 1                     | 0                     | 0                 | 0                 | 1     | 0     |
| Аякс | Итого   | 5                     | 0                     | 3                 | 0                 | 8     | 0     |